# Краснознаменский сельсовет (Курская область)
Краснозна́менский сельсовет — муниципальное образование со статусом сельского поселения в Касторенском районе Курской области Российской Федерации.
Административный центр — село Олым.

## История
Статус и границы сельсовета установлены Законом Курской области от 21 октября 2004 года № 48-ЗКО «О муниципальных образованиях Курской области».

## Население
| 2002 | 2010 | 2012 | 2013 | 2014 | 2015 | 2016 |
| ---- | ---- | ---- | ---- | ---- | ---- | ---- |
| 1132 | ↘771 | ↘725 | ↘688 | ↘687 | ↘663 | ↘647 |
| 2017 | 2018 | 2019 | 2020 | 2021 |      |      |
| ↘612 | ↘588 | ↘564 | ↘561 | ↘546 |      |      |

## Состав сельского поселения
| № | Населённый пункт | Тип населённого пункта       | Население |
| - | ---------------- | ---------------------------- | --------- |
| 1 | Васильевка       | село                         | ↘41       |
| 2 | Васильевский     | посёлок                      | ↘50       |
| 3 | Гвоздевка        | деревня                      | ↘73       |
| 4 | Качановка        | деревня                      | ↘13       |
| 5 | Николаевка       | село                         | ↘33       |
| 6 | Олым             | село, административный центр | ↘341      |
| 7 | Петровка         | деревня                      | ↘57       |
| 8 | Суковкино        | деревня                      | ↘163      |